# Molsberg (Happurg)

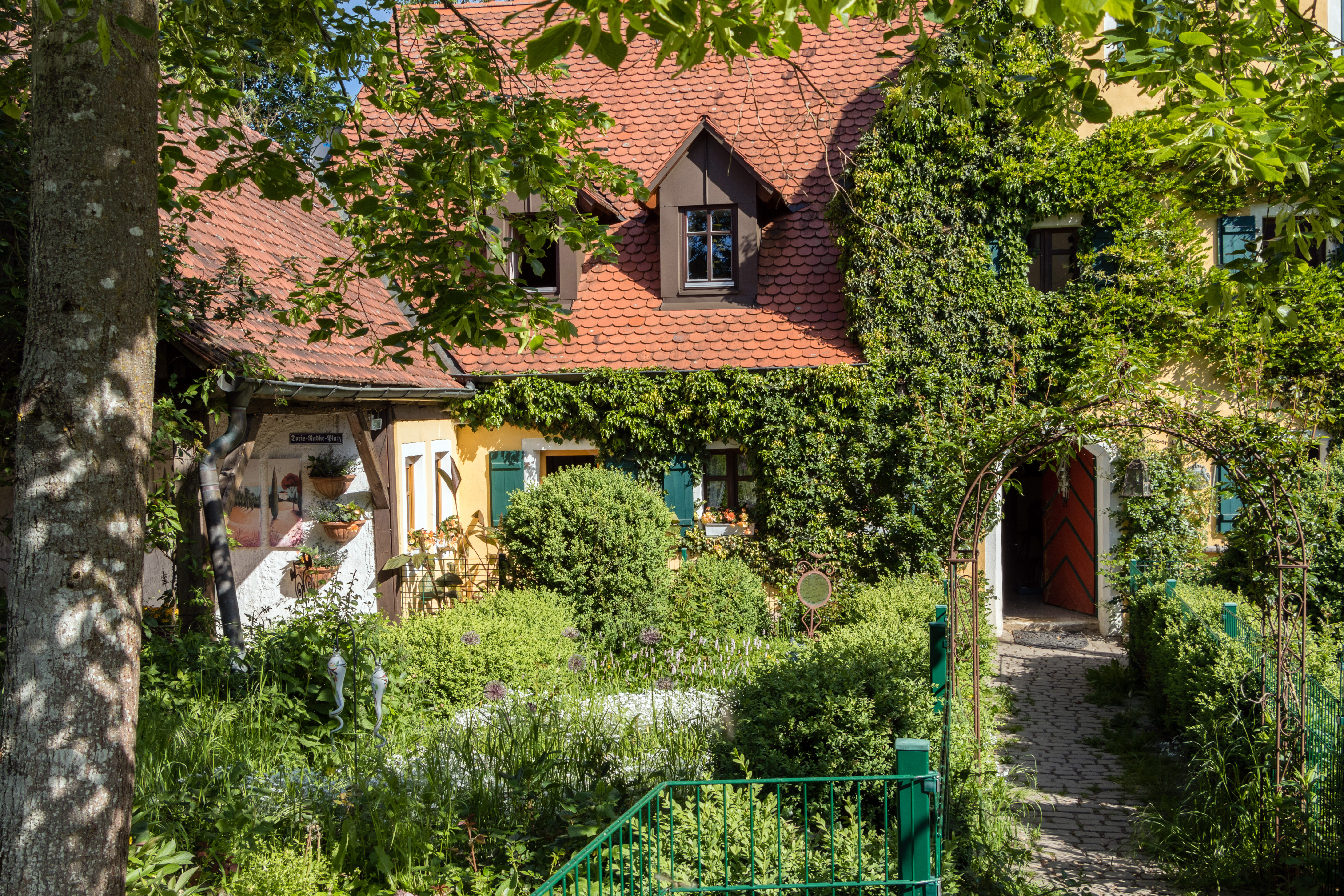
Anwesen in Molsberg

Molsberg ist ein Gemeindeteil der Gemeinde Happurg im Landkreis Nürnberger Land (Mittelfranken, Bayern). Molsberg liegt in der Gemarkung Förrenbach.

## Lage
Der Weiler besteht aus einer kleinen Anzahl von Bauernhöfen. Er liegt zwischen Schupf und Seiboldstetten am oberen Molsberger Tal in der Nähe von Förrenbach und See.

## Geschichte
Der Ort wurde im Jahr 1356 als „Mailspeck“ erwähnt, was auf einen Ortsgründer namens Mailo hindeutet. Mit dem Gemeindeedikt (frühes 19. Jahrhundert) wurde Molsberg dem Steuerdistrikt und der Ruralgemeinde Förrenbach zugewiesen. Am 1. Januar 1978 wurde Molsberg im Zuge der Gebietsreform in Bayern nach Happurg eingegliedert.

## Sehenswertes
Nordwestlich des Ortes befindet sich das Naturschutzgebiet Oberes Molsberger Tal.